# Sfântul (serial TV)
Sfântul, grafiat la data lansării Sfîntul, (titlu original în: engleză The Saint), este un serial TV produs din octombrie 1962 până în februarie 1969 de televiziunea britanică după scenariul lui Leslie Charteris. Rolul principal al detectivului "Simon Templar" este jucat de actorul Roger Moore. Serialul a fost transmis în anii 1965-1969 și pe postul de televiziune din România (primul episod transmis la televiziune: 8 octombrie 1965, ora 22.30).

## Acțiune
Simon Templar, un gentleman englez neînfricat, adorat de femei și temut de dușmani, datorită inițialelor numelui său (ST - St.), el este supranumit „The Saint” adică „Sfântul”.

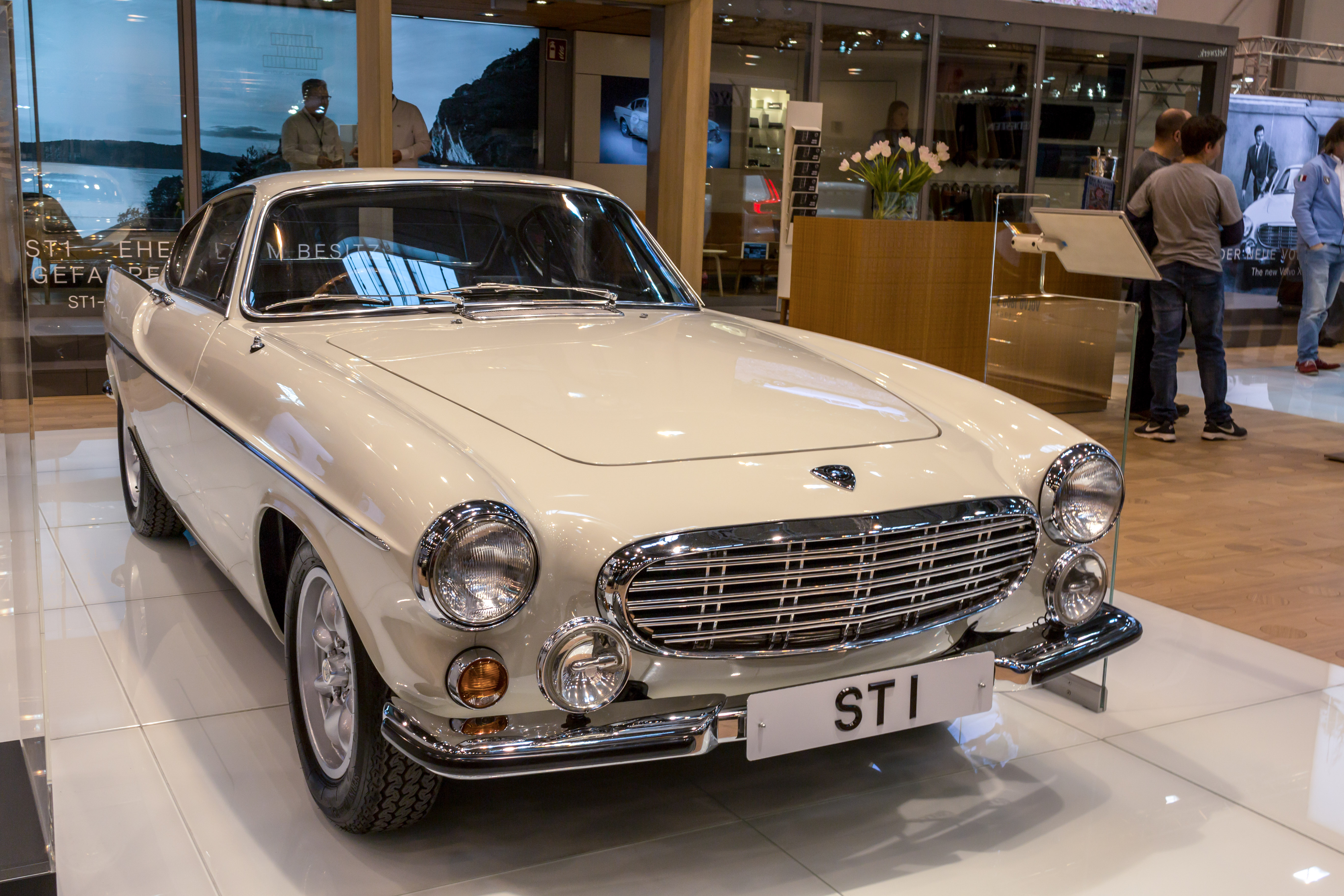
Automobilul original Volvo P1800 pe care îl conducea Sfântul
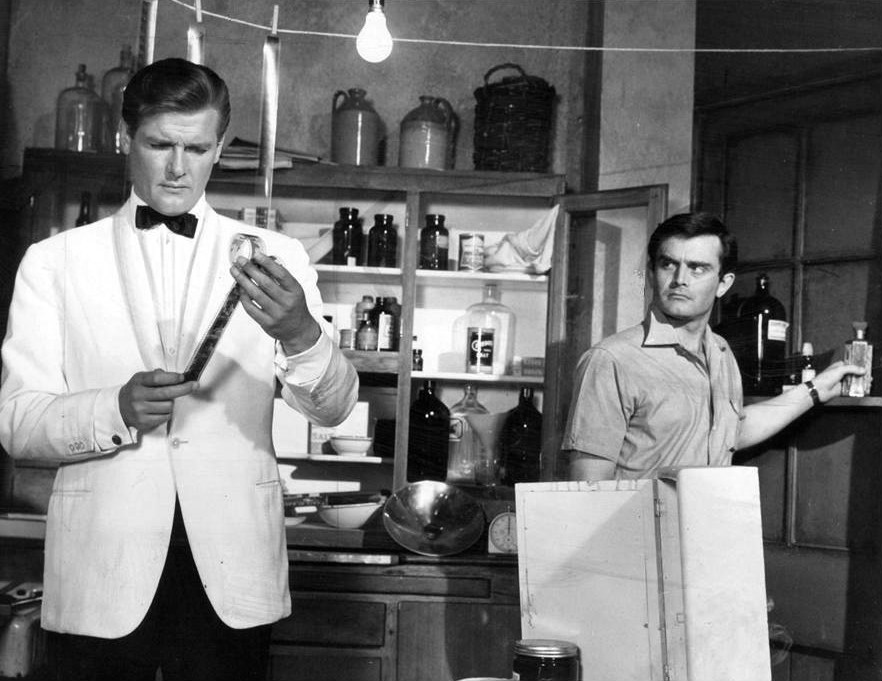
Roger Moore și Earl Green într-o scenă din serialul TV Sfântul
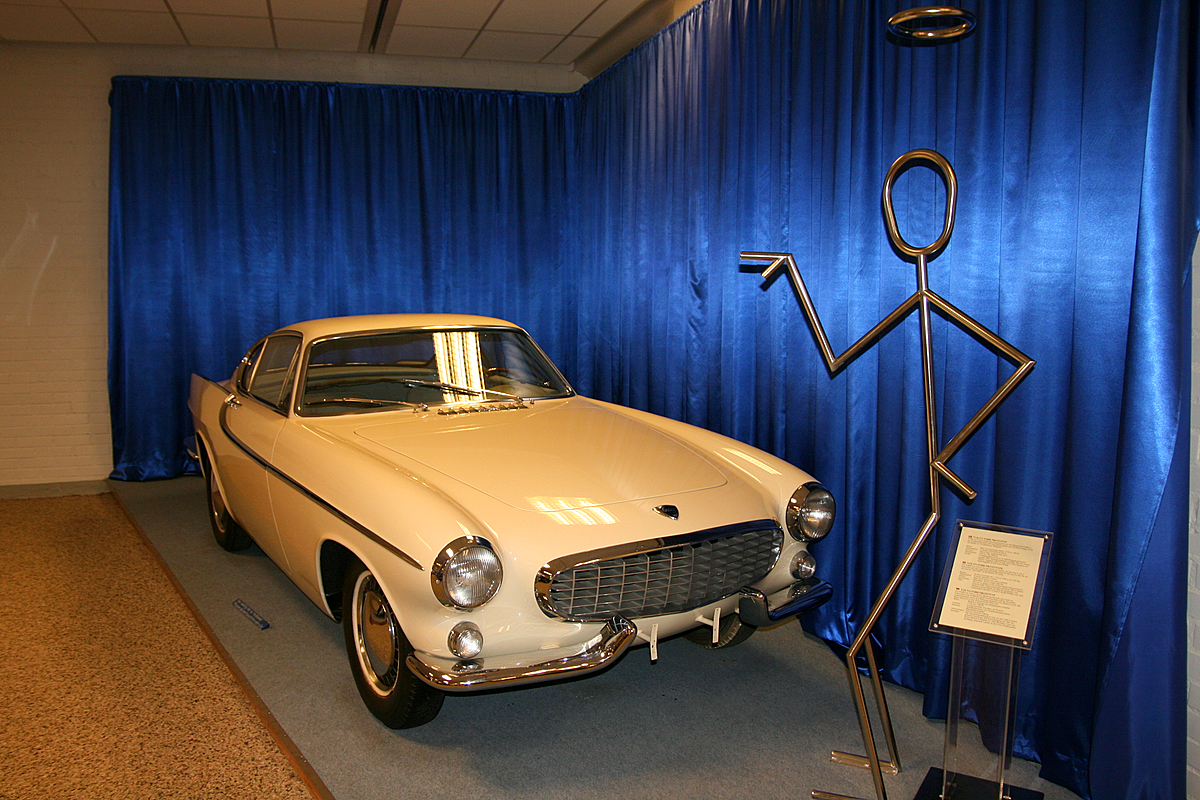
Logo-ul și mașina Sfântului

## Distribuție

### Sezonul 1 (1962)
| • Alan Gifford • Alexander Knox • Andre Boulay • Andrew Sachs • Anthony Dawson • Anthony Jacobs • Barbara Bates • Barbara Shelley • Campbell Singer • Carole Gray • David Kossoff • Delphi Lawrence • Derek Farr • Eddie Byrne • Edward Evans • Erica Rogers • Esmond Knight • George Pastell • George Pravda • Guy Deghy • Harry Towb • Honor Blackman • Hugh Futcher • Jack Gwillim • John Arnatt • John Barrard • John Carson • John Dearth • John Forbes-Robertson • Nicholas Selby • Nigel Davenport • Norman Mitchell • Patricia Donahue • Patricia Roc • Paul Whitsun-Jones • Peter Dyneley • Robert Cawdron • Robert Easton • Roger Delgado • Ronald Leigh-Hunt • Sally Bazely • Shirley Eaton • Steven Scott • Touch Suzan Farmer • Warren Mitchell |

### Sezonul 2 (1963-1964)
| • Nigel Stock • Norman Bird • Oliver Reed • Patrick Troughton • Paul Stassino • Paul Whitsun-Jones • Peter Diamond • Peter Dyneley • Peter Jeffrey • Peter Lawrence • Philip Bond • Philip Latham • Philip Stone • Rachel Gurney • Ray Austin • Reginald Beckwith • Renee Houston • Richard McNeff • Richard Vernon • Robert Arden • Robert Brown • Robert Cawdron • Robert MacLeod • Ronald Radd • Samantha Eggar • Stanley Meadows • Sue Lloyd • Suzanna Leigh • Suzanne Lloyd • Suzanne Neve • Sylvia Syms • Timothy Bateson • Tommy Duggan • Tony Beckley • Warren Mitchell • Wensley Pithey • Wolfe Morris • Yolande Turner • Yvonne Romain |

### Sezonul 3 (1964-1965)
| • Alan Curtis • Alan Tilvern • Alexandra Bastedo • André Morell • Ann Bell • Annette Andre • Anthony Bate • Antony Booth • Arnold Diamond • Aubrey Morris • Basil Dignam • Brewster Mason • Bruce Boa • Burt Kwouk • Carol Cleveland • Catherine Woodville • Charles Farrell • Charles Houston • Conrad Phillips • David Graham • David Jackson • Donald Bisset • Donald Sutherland • Dudley Sutton • Ed Bishop • Ed Devereaux • Edward Jewesbury • Edward Underdown • Elizabeth Weaver • Eric Pohlmann • Erica Rogers • Fabia Drake • Geoffrey Bayldon • Geoffrey Keen • George Pravda • Godfrey Quigley • Henry Gilbert • Henry McCarthy • Ingrid Schoeller • Inigo Jackson • Jacqueline Ellis • Jacqui Chan • James Copeland • James Maxwell • Jane Merrow • Jean Marsh • Jeanne Moody • Jeanne Roland • Jeremy Burnham • Jimmy Gardner • John Baskcomb • John Bennett • John Bluthal • John Bryans • John Carson • John Dearth • John Forbes-Robertson • John Paul • John Rees • John Stone • John Tate • Justine Lord • Kevin Stoney • Kristopher Kum • Manning Wilson • Marne Maitland • Martin Miller • Maurice Kaufmann • Michael Collins • Michael Godfrey • Michael Gough • Michael Gwynn • Michael Robbins • Michael Standing • Michael Wolf • Mike Pratt • Moray Watson • Nanette Newman • Neil McCallum • Neil McCarthy • Nicholas Pennell • Nigel Davenport • Norman Bird • Nyree Dawn Porter • Paul Stassino • Paul Whitsun-Jones • Penelope Horner • Percy Herbert • Peter Arne • Peter Bowles • Peter Copley • Peter Diamond • Peter Jeffrey • Peter Vaughan • Philip Latham • Ray Austin • Ray Barrett • Reg Lye • Reginald Jessup • Richard Easton • Richard Shaw • Robert Brown • Robert Cawdron • Robert Hutton • Robert MacLeod • Robert Raglan • Ronald Leigh-Hunt • Russell Waters • Sarah Brackett • Sarah Lawson • Shane Rimmer • Stephanie Randall • Suzan Farmer • Suzanne Lloyd • Suzanne Neve • Sylvia Syms • Walter Gotell • Walter Randall • Wanda Ventham • William Lucas • William Marlowe • William Sylvester |

### Sezonul 4 (1965)
| • Annette Andre • Annette Carell • Arnold Diamond • Brian McDermott • Brian Worth • Cec Linder • David Garfield • David Garth • David Jackson • Donald Hewlett • Dudley Foster • Ed Bishop • Eddie Byrne • Edward de Souza • Erica Rogers • Eunice Gayson • Fabia Drake • Gary Raymond • George Lowdell • George Murcell • Gerard Heinz • Jack Hedley • Jan Holden • Jean Aubrey • Jennie Linden • Jill Curzon • Joby Blanshard • John Tate • Justine Lord • Leonard Sachs • Martin Miller • Martyn Wyldeck • Meredith Edwards • Michael Wynne • Neil McCarthy • Nicholas Courtney • Nicholas Donnelly • Nosher Powell • Patrick Allen • Peter Illing • Reg Lye • Robert Cawdron • Robert Hutton • Robert Urquhart • Tim Barrett • Timmy Gardner • Tony Wright • Viviane Ventura • Walter Brown |

### Sezonul 5 (1966-1967)
| • Aimée Delamain • Alan Haywood • Alan Lake • Alan MacNaughtan • Alex Scott • Alexandra Bastedo • Alexandra Stewart • Allan Cuthbertson • Angela Douglas • Ann Bell • Ann Lynn • Anne Tirard • Anneke Wills • Annette Andre • Anthony Nicholls • Anton Rodgers • Antony Booth • Arnold Diamond • Barry Morse • Bernard Horsfall • Bryan Mosley • Burt Kwouk • Campbell Singer • Carl Duering • Caroline Blakiston • Cecil Parker • Cyril Shaps • David Bauer • David Healy • David Nettheim • David Spenser • Dawn Addams • Derek Newark • Derek Sydney • Donald Morley • Donald Pickering • Donald Sutherland • Ed Bishop • Edward Burnham • Edward Woodward • Eric Dodson • Ferdy Mayne • Fiona Lewis • Francesca Annis • Francis Matthews • Fulton Mackay • Garfield Morgan • Gary Watson • Geoffrey Bayldon • Geoffrey Cheshire • George Murcell • George Pastell • George Pravda • George Roubicek • Georgia Brown • Gerard Heinz • Gertan Klauber • Glynn Edwards • Godfrey Quigley • Gordon Gostelow • Gordon Whiting • Guy Deghy • Guy Rolfe • Harry Landis • Harry Littlewood • Henry McGee • Hugh Morton • Ilona Rodgers • Imogen Hassall • Jack Gwillim • Jack Woolgar • James Maxwell • Jan Holden • Jan Waters • Jane Merrow • Jean Marsh • Jennie Linden • Jeremy Burnham • Jeremy Young • John Barrie • John Bennett • John Carson • John Collin • John Forbes-Robertson • John Gregson • John Hollis • John J. Carney • John Woodvine • Joseph Furst • Joseph Greig • Judy Parfitt • June Ritchie • Kate O'Mara • Katherine Schofield • Kevin Flood • Laurence Payne • Lawrence Davidson • Leon Greene • Liam Redmond • Lisa Daniely • Lois Maxwell • Marne Maitland • Martin Benson • Mary Peach • Maurice Browning • Maurice Good • Maurice Kaufmann • Michael Beint • Michael Bilton • Michael Coles • Michael Graham • Michael Ripper • Michael Wolf • Michael Wynne • Mike Pratt • Milton Johns • Nadja Regin • Niall MacGinnis • Nicholas Donnelly • Noel Purcell • Norma West • Norman Jones • Nosher Powell • P.G. Stephens • Pamela Ann Davy • Patrick Holt • Patrick O'Connell • Patrick Troughton • Paul Darrow • Paul Maxwell • Pauline Collins • Pauline Munro • Penelope Horner • Peter Birrel • Peter Bowles • Peter Burton • Peter Dyneley • Peter Halliday • Peter Illing • Peter Wyngarde • Philip Madoc • Ray Austin • Ray Lonnen • Raymond Adamson • Richard Leech • Richard Shaw • Rick Jones • Robert Cawdron • Robert Gillespie • Robert Russell • Roger Delgado • Ronald Hines • Ronald Radd • Ronnie Barker • Shay Gorman • Simon Lack • Stephen Hubay • Steve Plytas • Steven Scott • Sue Lloyd • Suzan Farmer • Suzanne Lloyd • T. P. McKenna • Tenniel Evans • Terence Rigby • Tim Barrett • Toby Robins • Tommy Duggan • Tony Wager • Valerie Leon • Vernon Dobtcheff • Victor Beaumont • Victor Maddern • Victor Winding • Vladek Sheybal • Walter Horsburgh • Walter Randall • Wanda Ventham • William Gaunt • William Sylvester • Wolfe Morris • Yolande Turner • Yootha Joyce |

### Sezonul 6 (1968-1969)
| • Annette Andre • Annette Carell • Arnold Diamond • Brian McDermott • Brian Worth • Cec Linder • David Garfield • David Garth • David Jackson • Donald Hewlett • Dudley Foster • Ed Bishop • Eddie Byrne • Edward de Souza • Erica Rogers • Eunice Gayson • Fabia Drake • Gary Raymond • George Lowdell • George Murcell • Gerard Heinz • Jack Hedley • Jan Holden • Jean Aubrey • Jennie Linden • Jill Curzon • Joby Blanshard • John Tate • Justine Lord • Leonard Sachs • Martin Miller • Martyn Wyldeck • Meredith Edwards • Michael Wynne • Neil McCarthy • Nicholas Courtney • Nicholas Donnelly • Nosher Powell • Patrick Allen • Peter Illing • Reg Lye • Robert Cawdron • Robert Hutton • Robert Urquhart • Tim Barrett • Timmy Gardner • Tony Wright • Viviane Ventura • Walter Brown |